# Castelo de Skryne
Castelo Skryne (em irlandês:  Caislean na Scríne ou Caisleán Scrín Cholm Cille) é um castelo localizado em Skryne, County Meath, na Irlanda. O castelo de motte e bailey foi construído por Adam de Feypo no século XII.